# I p’ me, tu p’ te
I p’ me, tu p’ te – singel włoskiego rapera Geoliera, wydany 7 lutego 2024 pod nakładem wytwórni Warner Music Italy.
Utwór skomponowali i napisali Paolo Antonacci i Davide Simonetta oraz sam wokalista, a za produkcję utworu odpowiadają Simonetta, Francesco D'Alessio, Dat Boi Dee, Poison Beatz i Michelangelo. Podobnie jak inne utwory rapera, jest on wykonany w języku neapolitańskim. Tempo utworu wynosi 118 uderzeń na minutę. Mówiąc o powstaniu piosenki, Geolier skomentował; utwór narodził się dla San Remo, ale nadal miał być częścią płyty. Amadeus [dyrektor artystyczny festiwalu] dał mi możliwość wzięcia udziału z piosenką w języku neapolitańskim, ale dla mnie śpiewanie w Ariston jest już zwycięstwem. Wszystko, co nastąpi później, będzie czymś więcej. Tekst opowiada o „zakochanych, którzy, mimo swojej miłości, zrozumieli, że skoro ich historia od początku wydaje się skomplikowana, nadszedł czas, aby ją zakończyć”.
Do piosenki został zrealizowany teledysk, za którego reżyserię odpowiada Davide Vicari. Premiera klipu odbyła się 7 lutego 2024 na oficjalnym kanale rapera w serwisie YouTube.
Utwór zaprezentowany został premierowo podczas pierwszego wieczoru 74. Festiwalu Piosenki Włoskiej w San Remo. 10 lutego propozycja zajęła 2. miejsce w finale festiwalu.

## Lista utworów
| Digital download / media strumieniowe | Digital download / media strumieniowe | Digital download / media strumieniowe |
| Nr                                    | Tytuł utworu                          | Długość                               |
| ------------------------------------- | ------------------------------------- | ------------------------------------- |
| 1.                                    | „I p’ me, tu p’ te”                   | 3:07                                  |

## Pozycje na listach
| Notowanie                | Najwyższa pozycja |
| ------------------------ | ----------------- |
| Szwajcaria (Apple Music) | 23                |
| Włochy (Apple Music)     | 1                 |